# Esquirol dels matolls de Cooper
L'esquirol dels matolls de Cooper (Paraxerus cooperi) és una espècie de rosegador de la família dels esciúrids. És endèmic dels altiplans del Camerun i Nigèria. No se sap gaire cosa sobre el seu comportament i la seva història natural. Els seus hàbitats naturals són el boscos humits tropicals de montà i les vores dels boscos. Es desconeix si hi ha cap amenaça significativa per a la supervivència d'aquesta espècie.
Aquest tàxon fou anomenat en honor del col·leccionista de petits mamífers L. G. Cooper.